# كاستلديلتشي
كاستلديلتشي (بالإيطالية: Casteldelci)‏ هي بلدية في مقاطعة ريميني في إقليم إميليا رومانيا في إيطاليا.

## السكان
في سنة 1861 بلغ عدد السكان 1٬103 نسمة، وتطور العدد ليصل في سنة 2011 لـ 445 نسمة.
يظهر هذا المخطط البياني تطور النمو السكاني لـ كاستلديلتشي